# Antoni Karol Plamitzer
Antoni Karol Plamitzer (ur. 8 września 1889 w Nowej Wsi Narodowej, zm. 15 października 1954 w Krakowie) – polski inżynier mechaniki i budownictwa, nauczyciel akademicki związany z uczelniami we Lwowie, Krakowie i Gliwicach.

## Życiorys
Urodził się 8 września 1889 w Nowej Wsi Narodowej w Wielkim Księstwie Krakowskim (obecnie jest to część Krakowa, okolice ulicy Nowowiejskiej). W latach 1901–1908 uczęszczał do C.K. Szkoły Realnej w Jarosławiu. W szkole tej 1 czerwca 1908 złożył egzamin dojrzałości z odznaczeniem. Studia akademickie odbywał w latach 1908–1914 na Wydziale Inżynierii w C. K. Szkole Politechnicznej we Lwowie. Przez cztery semestry w latach 1910–1912 był słuchaczem nadzwyczajnym na Wydziale Filozoficznym Uniwersytetu we Lwowie. 9 marca 1911 na Wydziale Inżynierii w C. K. Szkole Politechnicznej we Lwowie złożył pierwszy egzamin państwowy ze stopniem znamienitym. Na uczelni tej uzyskał w 1914 roku stopień naukowy doktora nauk technicznych na podstawie rozprawy Przyczynek do teorii krzywych płaskich i powierzchni. W 1911 rozpoczął pracę zawodową na tej uczelni, zatrudniając się w Katedrze Geometrii Wykreślnej, gdzie zajmował kolejno stanowiska: asystenta, doktora, a w 1921 doktora habilitowanego. Podstawę habilitacji stanowiła praca O inwolucyjnych pękach krzywych płaskich. Stanowisko profesora uzyskał w 1922, a tytuł profesora zwyczajnego w 1929. W latach 1922–1945 był kierownikiem II Katedry Geometrii Wykreślnej na Wydziale Mechanicznym Politechniki Lwowskiej. Dwukrotnie sprawował funkcję dziekana tego wydziału.
Po zakończeniu II wojny światowej osiedlił się w Krakowie, gdzie został kierownikiem Katedry Geometrii Wykreślnej w Akademii Górniczo-Hutniczej. W tym samym czasie Krajowa Rada Narodowa erygowała 24 maja 1945 Politechnikę Śląska wraz z w Wydziałem Inżynieryjno-Budowlanym, który stanowił jeden z czterech wydziałów tej nowej uczelni technicznej. Antoni Plamitzer został skierowany do organizowania tej formowanej w Krakowie nowej jednostki naukowo-dydaktycznej, gdzie został pełniącym obowiązki dziekana. Do jego obowiązków należało przeprowadzenie pierwszego naboru studentów oraz rozpoczęcie pierwszego roku akademickiego, które zaplanowano na 5 czerwca 1945. Oficjalnie obowiązki dziekana objął 11 czerwca tego samego roku. Po niespełna trzech tygodniach złożył na ręce rektora organizującej się uczelni prof. Władysława Kuczewskiego rezygnację z powodu złego stanu zdrowia. Rezygnacja została przyjęta.
Według cząstkowych danych oraz zebranych informacji, w ramach Wydziału Inżynieryjno-Budowlanego Politechniki Śląskiej w Krakowie, profesor Plamitzer był pierwszym kierownikiem Katedry Geometrii Wykreślnej. Prowadził zajęcia dydaktyczne z geometrii wykreślnej. Był autorem podręczników z aksonometrii prostokątnej, elementów geometrii rzutowej, geometrii wykreślnej. Był też laureatem wielu odznaczeń, nagród i wyróżnień przedwojennych. Zmarł nagle 15 października 1954 w Krakowie i został pochowany na cmentarzu Rakowickim. 
Synem prof. Antoniego Karola Plamitzera był prof. Antoni Marian Plamitzer, a córkami Helena Mołodecka z domu Plamitzer, w młodości asystentka profesora Hugo Steinhausa na Uniwersytecie Jana Kazimierza we Lwowie, oraz Jadwiga Grażyna Ligęza. Wnukami profesora Antoniego Karola Plamitzera są prof. Antoni Ligęza, ekspert w dziedzinie inżynierii wiedzy, oraz prof. Paweł Ligęza, ekspert w dziedzinie metrologii przepływów, krótkofalowiec SP9IIG, obaj odznaczeni Złotymi Krzyżami Zasługi nadanymi przez Prezydenta Rzeczypospolitej Polskiej.